# Diapterobates rostrotuberculatus
Diapterobates rostrotuberculatus är en kvalsterart som beskrevs av Shaldybina 1971. Diapterobates rostrotuberculatus ingår i släktet Diapterobates och familjen Humerobatidae. Inga underarter finns listade i Catalogue of Life.